# Saksakiyeh
Saksakiyeh (arabisch السكسكية, DMG as-Saksakiyya) ist ein Dorf im Bezirk Sidon des Gouvernements Süd-Libanon. Es liegt 61 Kilometer von Beirut entfernt. Es ist 40 km vom Distriktzentrum entfernt. Es liegt auf einer Höhe von 100 m.
In Saksakiyeh gibt es zahlreiche archäologische Befunde, mehrere alte Höhlen und eine alte, mit Wasserkraft betriebene Mühle aus den 1800er Jahren.